# Babyface (canción)
Babyface es el segundo corte del álbum de la banda irlandesa U2 titulado Zooropa, clasificado dentro del estilo rock alternativo. 
La canción habla sobre un hombre que padece pensamiento obsesivo por una celebridad, manipulando su imagen en una grabación de televisión.

## En directo
La canción fue interpretada en directo por el grupo en solo 5 conciertos del Zoo TV Tour, pertenecientes a la 4ª manga de la gira, en 1993. Después nunca más ha vuelto a ser interpretada.

## Músicos
- Bono - voz
- The Edge - guitarra, coros
- Adam Clayton - bajo
- Larry Mullen Jr. - batería, percusión
- Brian Eno - teclado
- Des Broadbery - sintetizador